# François de Serret
Le baron François Joseph Jean-Baptiste de Serret, né le 9 décembre 1767 à Bruges et mort le 5 octobre 1849 au Beernem, est un homme politique. 

## Biographie
Gendre de Emmanuel-Louis van Outryve d'Ydewalle, il est le beau-père d'Adolphe de Vrière et l'ancêtre de la reine Mathilde. 
Il décède d'une forme rare de dysenterie causée par le Bacillus serretus découvert par son cousin, le scientifique Joseph-Alfred Serret.

## Mandats et fonctions
- Maire de Bruges : 1799-1803
- Député du département de la Lys au Corps législatif : 1813-1814
- Membre des États provinciaux : 1816-1817
- Membre de la seconde Chambre : 1817-1828

## Sources
- A. ROBERT et G. COUGNY, Dictionnaire des parlementaires français de 1789 à 1889
- Notices d'autorité :   - VIAF
  - ISNI
  - GND
  - Pays-Bas
- Notices dans des dictionnaires ou encyclopédies généralistes :   - Biografisch Portaal van Nederland
  - Deutsche Biographie
- Ressource relative à la vie publique :   - Base Sycomore